# 圖良卡河

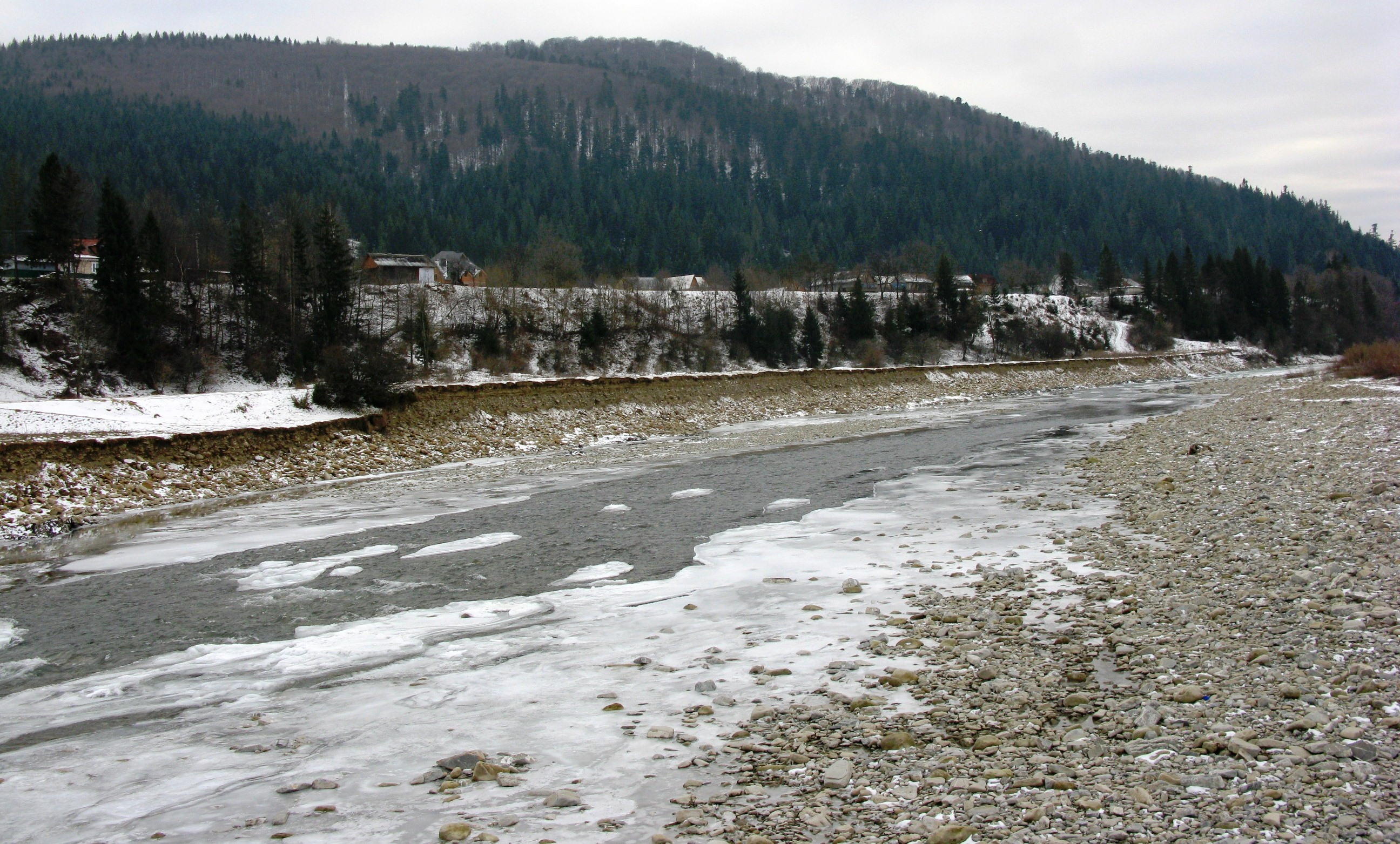

圖良卡河（烏克蘭語：Тур'янка），是烏克蘭的河流，位於該國西部，屬於斯維恰河的支流，流經伊萬諾-弗蘭科夫斯克州和利沃夫州，河道全長38公里，流域面積105平方公里。